# Campeonato Paraibano de Futebol de 1941
O Campeonato Paraibano de Futebol de 1941 foi a 32ª edição do campeonato, organizado e dirigido pela Federação Desportiva Paraibana. Contou com a participação de 6 times e ao final, o Treze de Campina Grande conseguiu o seu segundo título paraibano.

## Participantes
O campeonato estadual de 1941 contou com 6 participantes, foram eles:
| Clube                  | Cidade         |
| ---------------------- | -------------- |
| Auto Esporte Clube     | João Pessoa    |
| Botafogo Futebol Clube | João Pessoa    |
| Felipeia Esporte Clube | Bayeux         |
| Palmeiras Sport Club   | João Pessoa    |
| Sport Club João Pessoa | João Pessoa    |
| Treze Futebol Clube    | Campina Grande |

## Vencedor
| Campeonato Paraibano de Futebol de 1941 |
| --------------------------------------- |
| Treze Bicampeão (2º título)             |